# Duomo di Rovigo
Il duomo di Rovigo è una chiesa di Rovigo dedicata a Santo Stefano, papa e martire. Intitolato a santo Stefano Papa e martire, è la concattedrale della diocesi di Adria-Rovigo ed è inoltre chiesa parrocchiale. È monumento nazionale italiano.

## Storia

### Dalle origini al Seicento
Secondo una bolla pontificia del 920, il vescovo Paolo di Adria fu autorizzato a spostare temporaneamente la residenza a Rovigo e costruirvi una fortificazione
al riparo delle scorrerie dei barbari e degli eretici. Presumibilmente, oltre a tutto il necessario per l'operato del vescovo, il primitivo borgo aveva già un suo luogo di culto, di costruzione collocabile al periodo compreso tra l'VIII e il IX secolo. Il primo documento che attesti, infatti, l'esistenza della pieve di Santo Stefano risale al 964, dove si ha un riferimento al parroco della pieve, l'arciprete Leone.
Nel 1067 venne posta la prima pietra di una nuova chiesa presso la fossa Filistina (antico nome dell'Adigetto, che anticamente attraversava Rovigo) dal vescovo Benedetto. La costruzione fu completata sotto il successore Atto (o Tutone) e diventò pieve collegiata pochi anni più tardi, intorno al 1073 sotto Pietro II, in un periodo di forte espansione per la cittadina di Rovigo. Il borgo e la chiesa resistettero al disastro della rotta di Ficarolo, che sconvolse il Polesine nella seconda metà del XII secolo. In un inventario della prima metà del XIV secolo viene descritta una chiesa ricca di beni sia mobili, sia immobili.
Attorno alla metà del XV secolo si ebbe un'ulteriore ricostruzione della chiesa: il nuovo Duomo fu consacrato nel 1461. Di questa costruzione si ha un disegno ideale, redatto da Pierre Mortier all'interno di una veduta prospettica della cittadina: le dimensioni dovevano essere relativamente modeste (non doveva superare i 30 m di lunghezza), che però erano senz'altro superiori alla costruzione precedente, e la facciata era orientata a nord. Dalla relazione pastorale del 1474 si apprende che quel Duomo aveva cinque altari e che era in condizioni ottime, nonostante la povertà degli arredi; la ricostruzione della chiesa aveva probabilmente impegnato notevolmente le finanze del parroco e dei parrocchiani. I canonici e il vescovo, in quel periodo, non risiedevano a Rovigo bensì a Ferrara. Il vicario dell'arcivescovo di Ravenna riuscì nell'intento di far osservare la residenza almeno ai canonici, ma per la residenza del vescovo occorrerà attendere invece Giulio Canani nel 1554.
Intorno al 1541 la parrocchia contava circa 1.000 abitanti, nel 1603 ne contava 1.246. Negli anni 1630 il fabbricato fu ampliato costruendo cinque cappelle a semicerchio nella parete ovest; ma sul finire del XVII secolo la chiesa già risulta gravemente compromessa, tanto che nel 1691 il vescovo pose con chiarezza al Consiglio cittadino il problema della sua ricostruzione.

### La ricostruzione settecentesca
Il progetto per la costruzione del nuovo Duomo venne fornito dal padovano Gerolamo Frigimelica e prevedeva una costruzione di dimensioni pressoché doppie rispetto alla precedente. Il comune di Rovigo stanziò 2.000 ducati e nel 1696 i lavori poterono iniziare. Per l'occasione, venne coniata una medaglia d'oro con inciso il progetto del Duomo nuovo e fu murata assieme alla prima pietra, benedetta dal vescovo Carlo Labia. Nel giro di quindici anni la costruzione era a buon punto, tanto che nel 1711 si poté completare la demolizione del Duomo vecchio e il 14 febbraio di quell'anno il vescovo Filippo della Torre poté celebrare la prima messa nel nuovo.
Soltanto nel 1729, però, la costruzione della struttura si poteva considerare davvero conclusa: mancavano solo la cupola ed il rivestimento della facciata. Quest'ultima, secondo le previsioni, era stata realizzata in posizione notevolmente avanzata rispetto alla precedente, per cui la nuova costruzione veniva a trovarsi a ridosso del battistero, rendendo disagevole il traffico fra porta Arquà e la piazza. La demolizione del battistero, già preventivata, venne compiuta nel 1737.
Mentre procedeva lentamente l'arredamento interno, si avviò all'erezione della cupola fra il 1770 e il 1778 su progetto di Giovanni Battista Padrin da Tresto, ma l'economia imposta dalle persistenti difficoltà finanziarie fece sì che la costruzione risultasse tanto fragile che nel 1785 si rese necessario abbatterla. La sua ricostruzione venne nuovamente affidata nel 1791 a Giuseppe Sabatini, padovano, che però morì poco dopo aver avviato i lavori; questi furono finalmente portati a termine da Giacomo Quaglia da Tresto.

### Il battistero

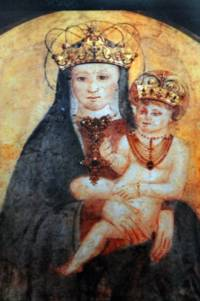
La quattrocentesca immagine della Madonna delle Grazie originariamente presente nel battistero.

Annesso all'antica pieve di Santo Stefano, ma da essa distinto, c'era il battistero. Si trattava in realtà di una chiesetta a pianta longitudinale, dedicata alla Beata Vergine delle Grazie, costruita presumibilmente intorno all'anno 1000. Nella chiesetta c'era l'unico battistero della città di Rovigo.
Come ricorda una lapide sopravvissuta e oggi posta nel presbiterio del Duomo, il Dometto, così era chiamato dai rodigini, venne ricostruito nel 1361 in stile tardo gotico su iniziativa del vescovo Giovanni da Siena. Sulla facciata che dava a sud, verso la pieve, c'era un affresco anonimo del XV secolo che rappresenta la Vergine delle Grazie col Bambino ai modi di Piero della Francesca. Questo affresco fu poi traslato nell'altare del Duomo dove si trova ancora oggi.
Come detto, poiché la facciata del nuovo Duomo, una volta completato nel 1731, venne a trovarsi a ridosso del battistero, quest'ultimo venne demolito nel 1737.

### La facciata incompiuta

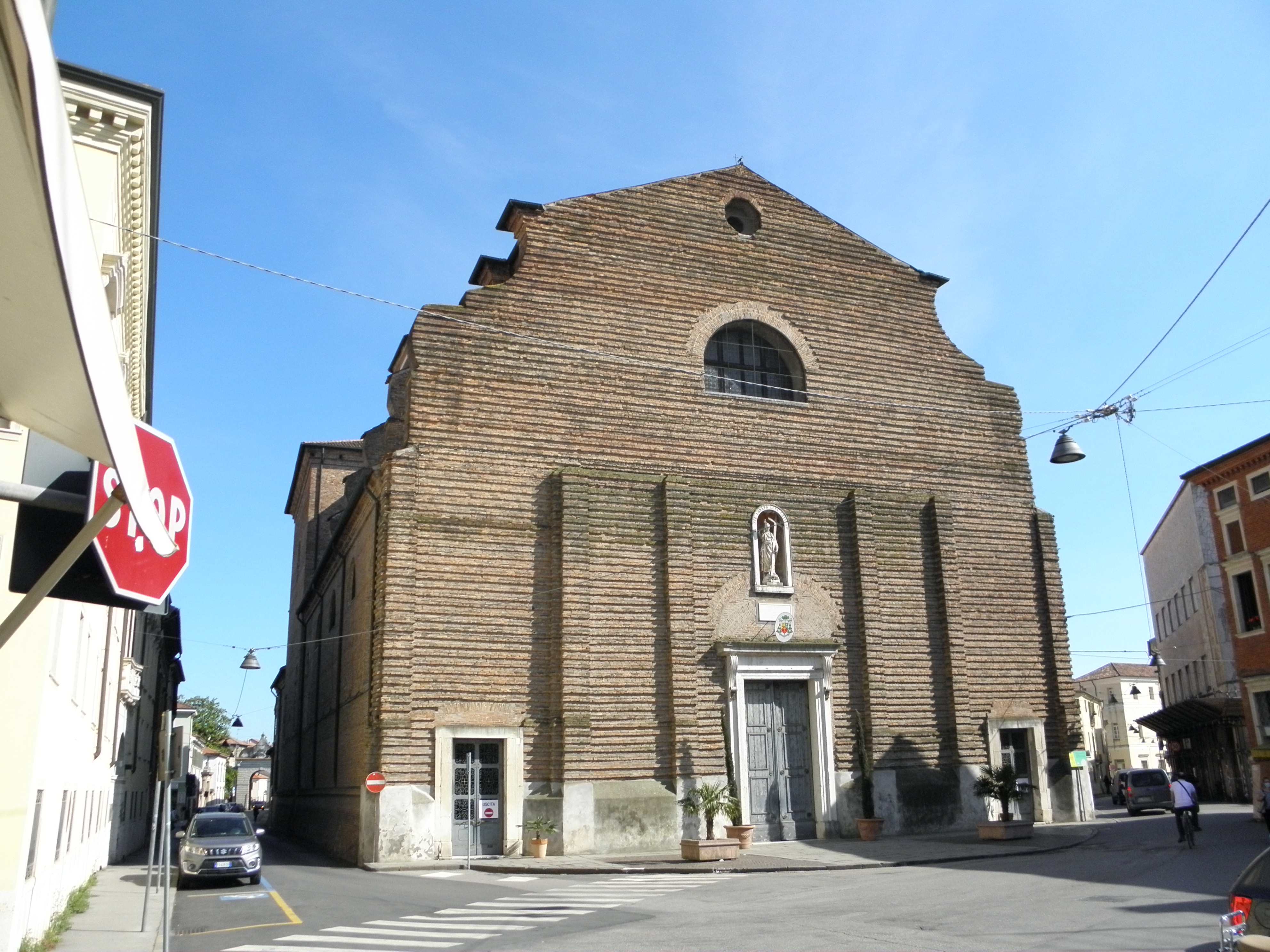
La facciata del Duomo

Per la facciata, invece, non si trovò mai la soluzione. Nel 1737 Girolamo Vanezze aveva lasciato disposizione testamentaria per l'erezione della facciata di marmo, ma prima che si attuasse la volontà del Vanezze intervenne una legge veneta che impedì alle opere pie di ricevere simili eredità, e quindi vennero meno le risorse per il completamento del Duomo. Nel 1825 Lorenzo Urbani progettò una facciata neoclassica, che rimase però sulla carta. Ugualmente, rimase senza seguito il progetto del 1835 dello stesso Urbani per il nuovo battistero.
Il problema venne riproposto all'inizio dello scorso secolo, nel 1905, quando l'ingegnere Antonio Mazza studiò una facciata di gusto eclettico, la cui storia non arrivò oltre l'approvazione della Commissione d'ornato del Comune, nel gennaio 1906. Di fatto, i soli interventi per la facciata rimasero limitati al portale, costruito nel 1833 per disposizione testamentaria di Nicolò Canalini, e alla collocazione della statua del Cristo Redentore (opera del trevigiano Francesco Sartor) sopra il portale stesso, avvenuta nel 1901, per iniziativa delle associazioni cattoliche della Diocesi.

## Struttura

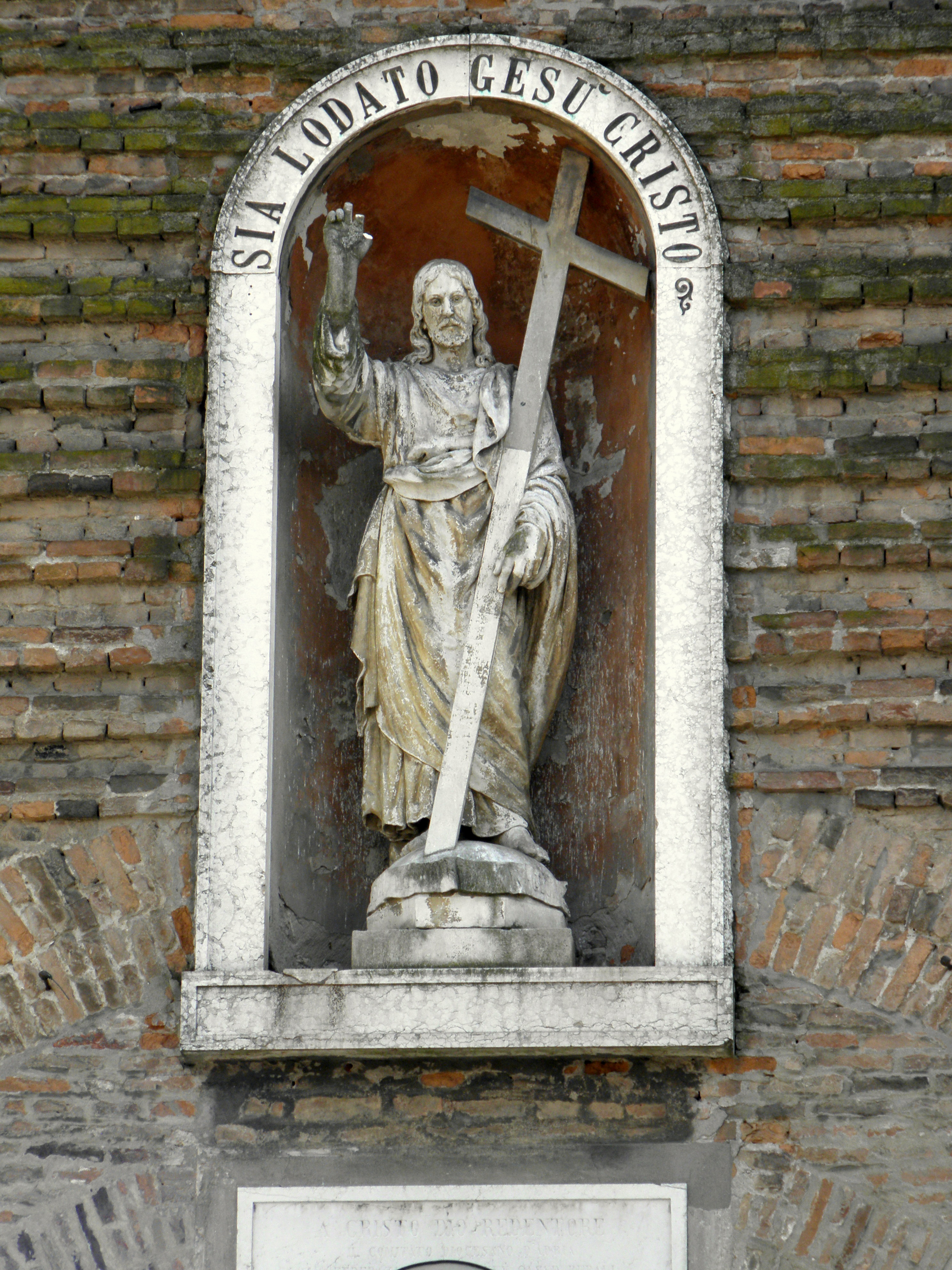
La statua di Gesù Cristo posta nella nicchia sopra il portale.

### Esterno
La facciata del Duomo, come detto, è rimasta incompiuta. Si presenta pertanto come una semplice parete in laterizio, dove gli unici elementi decorativi sono il portale ottocentesco e la statua posta al di sopra, già nominati. Alla base della facciata è presente un alto zoccolo in pietra e, a cornice del portale, sono poste quattro lesene sempre in mattoni, in verità molto schematiche e anch'esse facenti parte della facciata incompiuta. Alle estremità della facciata, in linea con lo zoccolo di base, sono poste due porte rettangolari, mentre sopra il portale si apre un finestrone a lunetta sormontato a sua volta da un piccolo oculo. Unico altro elemento decorativo della facciata è il contorno della stessa, dove la parete muraria segue il profilo di volute barocche all'altezza del finestrone a lunetta e di un timpano triangolare in sommità.

### Interno
L'interno del duomo conserva pregevoli opere d'arte, soprattutto di tipo pittorico. Un frammento di un affresco del XV secolo, originariamente posto sulle pareti del battistero demolito, raffigura la Madonna delle Grazie ed è inserito in una tela di Giovanni Antonio Di Pieri lo "Zoppo", raffigurante San Michele, San Giovanni Evangelista, San Domenico, San Gaetano Thiene, San Giovanni Nepocumeno e San Tommaso apostolo.
Un'altra tela del Cinquecento di pittore veneto anonimo, raffigura Sant'Anna, la Madonna e San Francesco Saverio.
Di alto livello artistico è la Vergine Maria che dà lo scapolare a San Simone Stock di Andrea Michieli detto il Vicentino e un Cristo risorto con San Bellino e Santo Stefano, datato 1625, dipinto da Jacopo Palma il Giovane, a cui si attribuisce anche una Vergine con il Bambino conservata in sacrestia.
Altra opera di pregio è il Santo Stefano che battezza Lucilla di Tommaso Sciacca e un crocifisso con i Santi Giovanni di Matha e Felice di Valois di Lorenzo Masucci, opera del 1772. Notevole anche lo spessore artistico del tabernacolo del 1718, dello scultore Andrea Corradini, con statuette di Cristo Risorto, la speranza e la fede e l'artistico candelabro in bronzo del Cinquecento di Desiderio da Firenze.
Due grandi tele, attribuite a Benvenuto Tisi da Garofalo, sono poste ai lati dell'abside e rappresentano San Paolo e San Pietro.
Nelle due cantorie ai lati dell'altare maggiore è alloggiato l'organo della concattedrale, la cui consolle è situata dietro l'altare stesso. Realizzato dall'organaro Cipriani di Stanghella probabilmente nel 1858, ampliato successivamente da Annibale Pugina nel 1930 e quindi da Tamburini nel 1960, è dotato di tre manuali di 61 note e di pedaliera concavo-radiale di 32 note.